# Tengchong

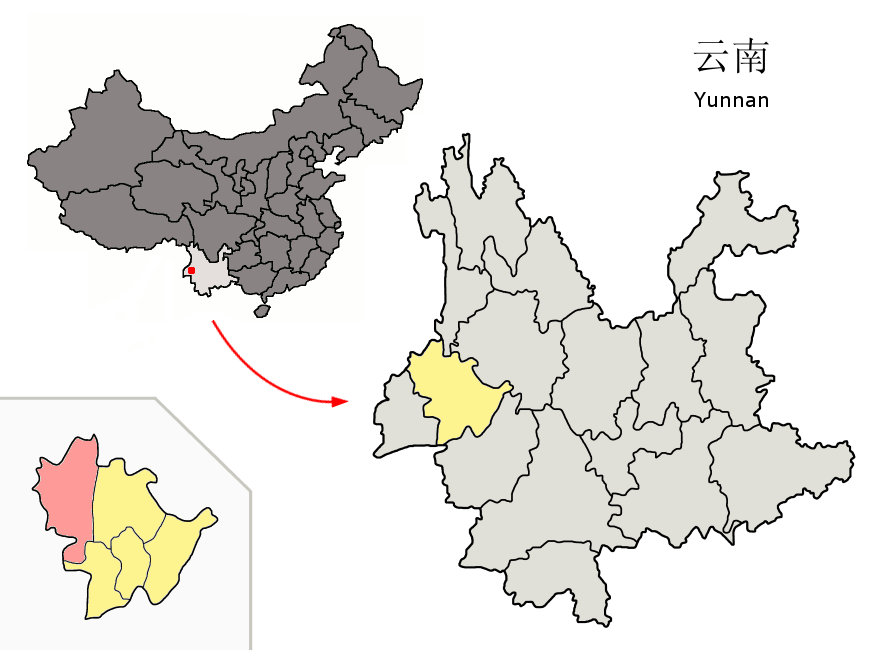
Lage des Kreises Tengchong (rosa) in Baoshan (gelb)

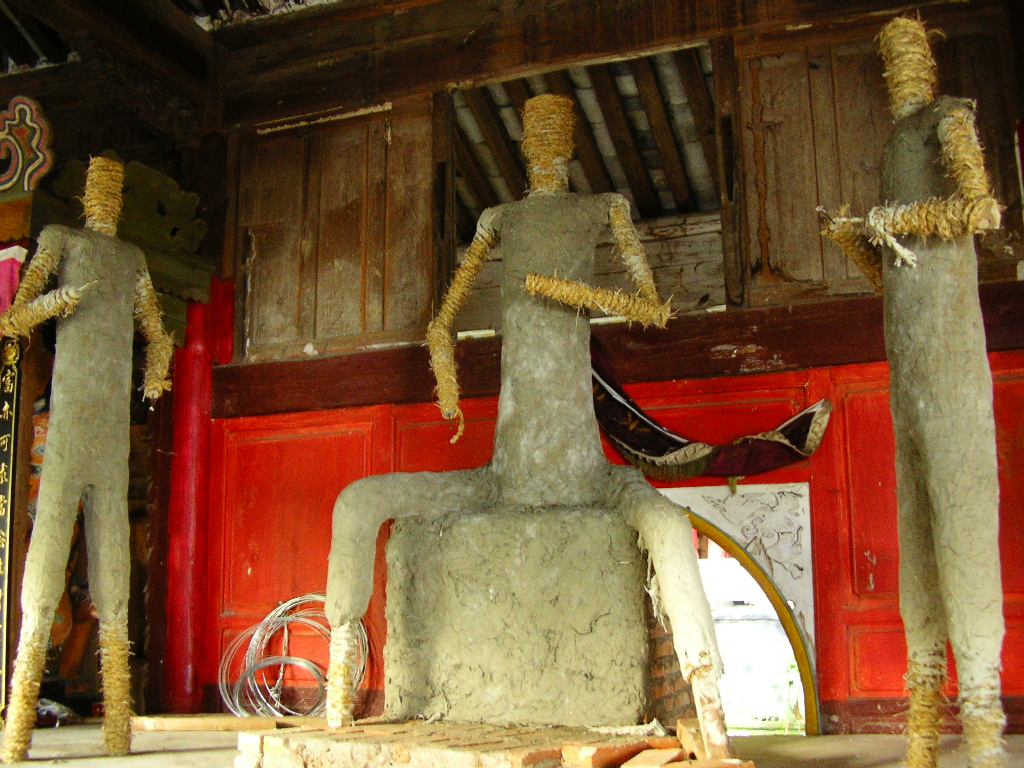
Götterrestaurierung in Heshun bei Tengchong

Tengchong (chinesisch 騰衝市 / 腾冲市, Pinyin Téngchōng Shì) ist eine kreisfreie Stadt, die formal direkt der Provinzebene der yunnaner Provinzregierung unterstellt ist, aber stellvertretend von der bezirksfreien Stadt Baoshan (保山市) in der chinesischen Provinz Yunnan verwaltet wird und von der Kreisverwaltung in der Großgemeinde Tengyue (騰越鎮 / 腾越镇,  Téngyuè Zhèn) regiert wird.
Der Kreis liegt auf 1.655 m Höhe über NN und ist einer der Endpunkte der Heihe-Tengchong-Linie, die in Heihe (in der Provinz Heilongjiang) beginnt. Er hat eine Fläche von 5.710 km² und 642.481 Einwohner (Stand: Zensus 2020).

## Administrative Gliederung
Der Kreis Tengchong setzt sich aus fünf Großgemeinden, zwölf Gemeinden und einer Nationalitätengemeinde zusammen. Diese sind:
- Großgemeinde Tengyue 腾越镇, knapp 80.000 Einw.;
- Großgemeinde Gudong 固东镇;
- Großgemeinde Diantan 滇滩镇;
- Großgemeinde Houqiao 猴桥镇;
- Großgemeinde Heshun 和顺镇;
- Gemeinde Jietou 界头乡;
- Gemeinde Qushi 曲石乡,
- Gemeinde Mingguang 明光乡;
- Gemeinde Mazhan 马站乡;
- Gemeinde Beihai 北海乡;
- Gemeinde Zhonghe 中和乡;
- Gemeinde Qingshui 清水乡;
- Gemeinde Mangbang 芒棒乡;
- Gemeinde Wuhe 五合乡;
- Gemeinde Xinhua 新华乡;
- Gemeinde Puchuan 蒲川乡;
- Gemeinde Tuantian 团田乡;
- Gemeinde Hehua der Dai und Va 荷花傣族佤族乡.

## Ethnische Gliederung der Bevölkerung Tengchongs (2000)
Beim Zensus im Jahr 2000 wurden in Tengchong 593.925 Einwohner gezählt.
| Name des Volkes | Einwohner | Anteil |
| --------------- | --------- | ------ |
| Han             | 551.754   | 92,9 % |
| Lisu            | 12.792    | 2,15 % |
| Dai             | 12.698    | 2,14 % |
| Hui             | 6.607     | 1,11 % |
| Bai             | 2.814     | 0,47 % |
| Va              | 2.390     | 0,4 %  |
| Achang          | 1.801     | 0,3 %  |
| Jingpo          | 1.617     | 0,27 % |
| Yi              | 611       | 0,1 %  |
| Sonstige        | 841       | 0,14 % |

## Historischer Überblick
Tengchong ist in China bekannt für seine Vergangenheit als Fernhandelsort und eine bedeutende Station an der südlichen Seidenstraße (南絲路 / 南丝路,  Nán Sīlù) ins nahe Birma und nach Indien. Im 19. Jhd. spiegelte sich die Bedeutung des Ortes u. a. dadurch wider, dass die britische Regierung durch ein Konsulat in Tengchong vertreten war, da der Handel Tengchongs mit dem damals britischen Birma von großer Bedeutung war.
Im Zweiten Weltkrieg war Tengchong ein Aktionsgebiet für die Flüge der Flying Tigers (飛虎隊 / 飞虎队,  Fēihǔduì), einer amerikanischen Staffel, die hier den Luftkampf gegen die Japaner während der japanischen Besetzung Südostasiens führte.
Die Altstadt Tengchongs, „Tengyue“, (騰越 / 腾越,  Téngyuè) wurde im Zweiten Weltkrieg bei Kämpfen zwischen den japanischen Besatzern und einheimischen Widerstandskräften im Zweiten Japanisch-Chinesischen Krieg beinahe vollkommen zerstört. In den letzten Jahren wurden Teile der Altstadt im traditionellen Baustil rekonstruiert.

## Wirtschaft
Neben der traditionell dominierenden Landwirtschaft im Kreis Tengchong spielen Industrie und Dienstleistung eine vergleichsweise geringe, aber zunehmend bedeutendere Rolle. In Tengyue selbst gibt es nur wenige Betriebe von mehr als lokaler Bedeutung, darunter eine Pharma-Fabrik und eine Fabrik für die in der Provinz beliebten Reisnudeln aus Tengchong, die sogenannten Ersi (餌絲 / 饵丝,  ěrsī).
Der Umschlag von Jade aus Myanmar ist ein wichtiger Bestandteil des Service-Sektors. Der Ort bezeichnet sich als bedeutendste Jadestadt Chinas (中國第一翡翠城 / 中国第一翡翠城 – „Chinas Jadestadt Nr. 1“). Das Angebot an Jade jeglicher Qualität und Verarbeitung ist entsprechend umfangreich. Weiterhin ist auch der Handel und die Verarbeitung von Schmucksteinen wie Rubinen und Saphiren aus Myanmar bedeutend.
Sehr positiv entwickelt sich der Tourismus in Tengchong. Der Kreis verfügt über eine Fülle von Sehenswürdigkeiten, die überregional verstärkt vermarktet und immer bekannter werden. Mit einer gelungenen, in China selten zu findenden balancierten Betonung des ökologischen und historischen Aspektes wurden die touristischen Ressourcen des Kreises niveauvoll erschlossen: Der Kreis Tengchong hat sich dem Ökotourismus verschrieben und legt Wert auf die Erhaltung der natürlichen und historischen Umgebung.

## Geographie, Geologie, Ethnien und Tourismus
Aushängeschild des Ökotourismus ist die Gebirgskette Gaoligong Shan (高黎貢山 / 高黎贡山,  Gāolígòng Shān Zaiwa Gauri Gvong) auf dem Gebiet des Kreises, die zum UNESCO-Weltnaturerbe zählt. In diesem abgelegenen Ausläufer des Himalaya findet sich eine einzigartige Flora mit vielen nur hier endemischen Pflanzen.

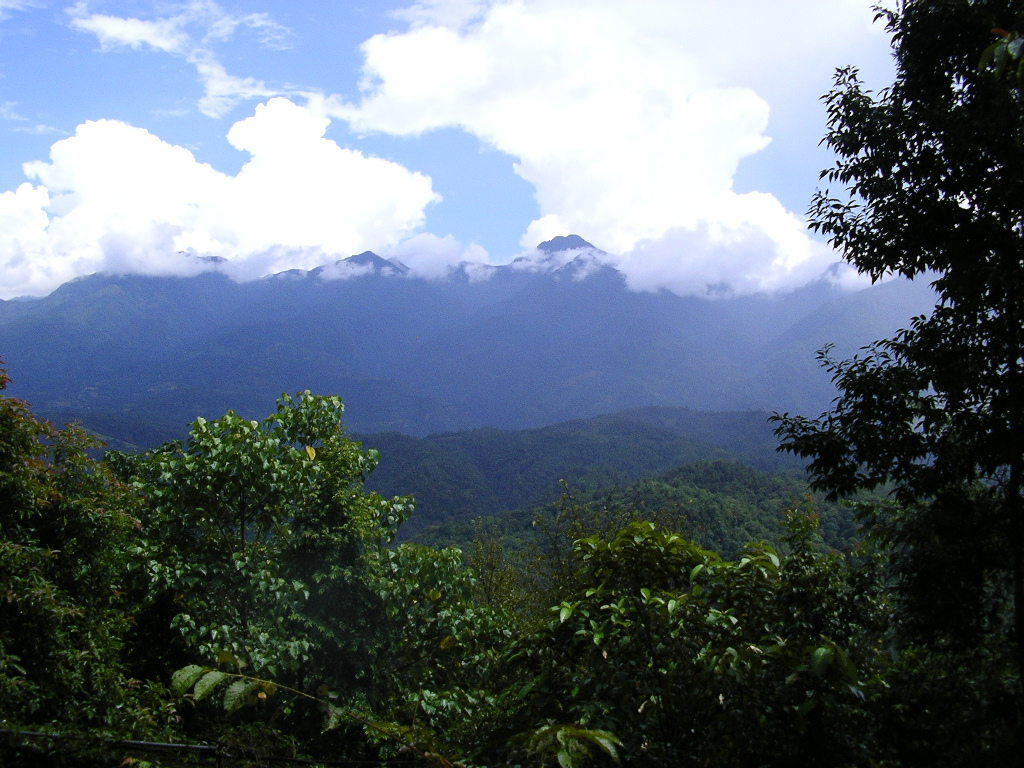
Gaoligongshan

Einige weitere natürliche Besonderheiten des Kreises sind der landesweit einmalige Vulkan-Park (火山公園 / 火山公园,  Huǒshān Gōngyuán), in dem man die Gipfel einer Reihe schlafender Vulkane besteigen kann, das Beihai-Feuchtgebiet (北海濕地 / 北海湿地,  Běihǎi Shīdì) sowie der 40 Meter hohe Wasserfall Dishuihe mitten im Stadtgebiet von Tengchong.
Viele Gäste aus der Region und aus ganz China ziehen die geschmackvoll gestalteten Anlagen der Thermalbäder mit Schwefelquellen und Geysiren in Rehai (騰衝熱海溫泉 / 腾冲热海温泉,  Téngchōng Rèhǎi Wēnquán) an, einige Kilometer außerhalb Tengchongs gelegen.

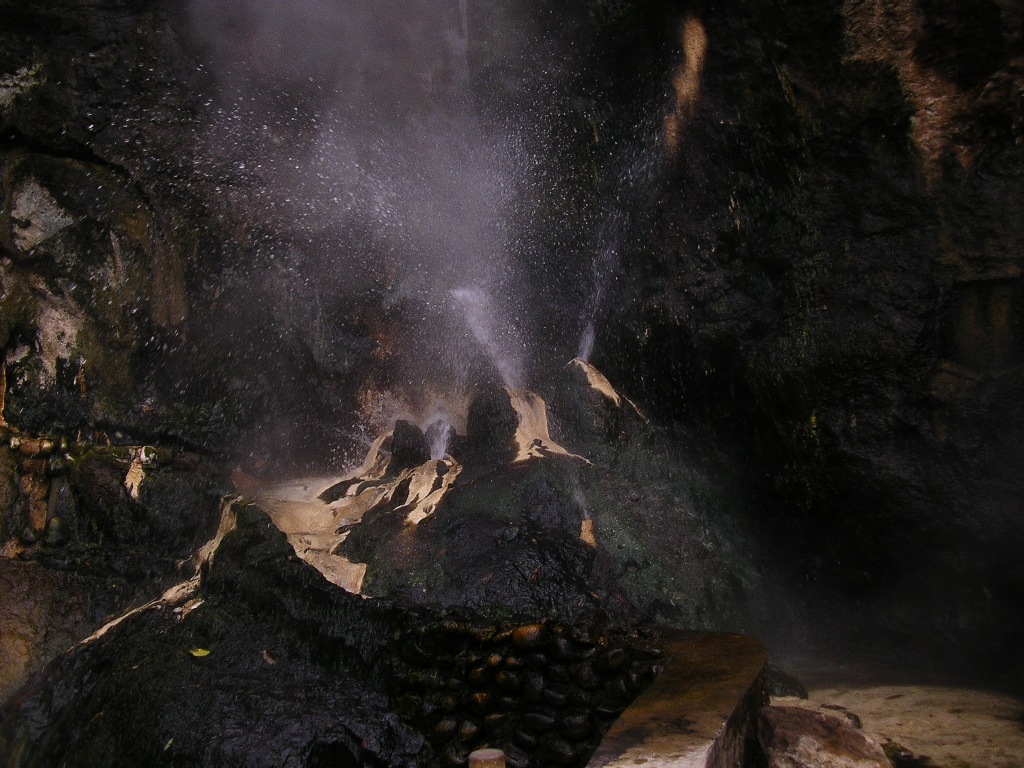
Geysir bei Rehai

Die Thermalquellen (darunter JinZe, chinesisch 金泽, Pinyin Jīn zé) waren und sind Gegenstand eingehender mikobieller Untersuchungen. Gefunden wurden unter anderem
- Sulfolobus tengchongensis (Stämme RT8-4 und 1201-2; hyperthermophile Archaeen) mitsamt Viren („Sulfolobus tengchongensis spindle-shaped virus 1“, STSV1)[2]
- „Candidatus Calescimonas tengchongensis“ (Calescibacteriota, Metagenomik), Fundort: Gongxiaoshe Spring[3]

Eine weitere bekannte Sehenswürdigkeit ist das historische Dorf Heshun (和順古鎮 / 和顺古镇,  Hèshùn Gǔzhèn), ein in reizvoller Landschaft liegendes Freilichtmuseum, in dem Gäste eine Reihe von herrschaftlichen Häusern ehemaliger Fernhändler-Dynastien, Ahnenaltare und Tempel besichtigen können. In Heshun befindet sich die größte private Dorfbibliothek Chinas im Gebäude der Alten Bibliothek (和順圖書館 / 和顺图书馆,  Hèshùn Túshūguǎn) sowie das Haus des Philosophie-Lehrers Mao Zedongs, Ai Siqi (艾思奇故居,  Ài Sīqí Gùjū).
Im Gebiet des Kreises Tengchong leben eine Reihe von nationalen Minderheiten, wie Hui, Achang, Dai und Lisu. Häufig sieht man in Tengchong Angehörige der Minderheiten ihren alltäglichen Geschäften in traditionellen Trachten nachgehen. Vielfach finden in der Stadt Vorführungen traditioneller Tänze und Zeremonien der Minderheiten statt.

## Infrastruktur und Verkehr
Seit der Eröffnung des Regionalflughafens Tuofeng-Airport (騰衝駝峰機場 / 腾冲驼峰机场) im April 2009, hat sich die Verkehrsanbindung Tengchongs an den Rest Chinas enorm verbessert. Die Kreisstadt lässt sich nun am schnellsten per Flugzeug über den Flughafen der Provinzhauptstadt Kunming mit Direktflügen erreichen. Die Flugzeit beträgt etwa 50 Minuten. Zuvor waren nur die Flughäfen Dehong-Mangshi (德宏芒市機場 / 德宏芒市机场) der kreisfreie Stadt Mang im Autonomen Bezirk Dehong und der Yunduan Flughafen (保山雲瑞機場 / 保山云端机场) von Baoshan die nächstgelegenen Flughäfen. Die Fahrzeit mit dem Bus nach Tengchong vom Flughafen Dehong-Mangshi beträgt etwa drei Stunden und vom Flughafen Baoshan etwa vier Stunden. Der neuerrichtete Flughafen von Tengchong wird voraussichtlich in naher Zukunft auch von anderen chinesischen Flughäfen (im Gespräch sind u. a. Beijing, Chengdu, Guangzhou und Shanghai) sowie international (z. B. Yangon / Rangun in Myanmar) angeflogen werden.
Einen Eisenbahnanschluss hat Tengchong derzeit nicht; es wird aber über die Einrichtung einer Bahnlinie in den Westen Yunnans diskutiert. Die Anreise mit dem Bus nach Tengchong kann auch aus der Provinzhauptstadt Kunming erfolgen. Die Fahrzeit beträgt 12 Stunden. Auf der Strecke gibt es Tages- und Nachtverbindungen.

## Spezialitäten
In der Provinz Yunnan ist Tengchong bekannt für seine kulinarischen Spezialitäten, besonders kleine Gerichte für zwischendurch. Zumeist aus Getreiden hergestellte Snacks wie Ersi (餌絲 / 饵丝) Juanfen (卷粉), Xidoufen Baba (細豆粉粑粑 / 细豆粉粑粑), Cafen (擦粉) und Kaobaba (烤粑粑) werden mit einer Vielzahl von Zutaten garniert, die den Snacks eine erhebliche Schärfe verleihen. Beliebte Zutaten sind zum Beispiel Koriander, Zwiebeln, Chiliöl, Chilipulver, Sichuan-Pfefferöl, Mohnöl, Sesamöl, geröstete Korianderstrunken (in Öl eingelegt), geröstete Erdnüsse etc.
Weitere typische Spezialitäten und Grundlagen für Gerichte der vielfältigen lokalen Küche sind zum Beispiel Jizong, eine Baumpilzart, sowie Zongbao, eine bitter schmeckende Nadelbaumfrucht. Gerne wird für Fleischgerichte der lokale Spezialität Seidenhühner verwendet (烏雞 / 乌鸡,  wūjī).
Generell herrschen in der lokalen Küche deftige, scharfe und saure Gerichte vor. Beliebt sind auch einige Gerichte mit bitterem Geschmack, während süße Speisen eher selten sind. Essig und diverse Öle werden reichlich verwendet.
Lokale Speisen werden in der Regel durch eine Vielzahl einheimischer und teilweise nur vor Ort erhältlicher Gewürze veredelt. Ein Beispiel sind Schlafmohnsamen, die auf Grund ihrer Beziehung zur Heroin-Erzeugung außerhalb des Kreises Tengchong nicht ungeröstet besessen werden dürfen und auch kaum zu finden sind. In Tengchong hingegen sind die Samen eine übliche Zutat für Speisen.

## Drogenhandel
Auf Grund seiner Grenzlage zu Myanmar, einem Erzeugerland von Heroin und Opiaten, ist der Kreis ein Haupttransitgebiet für den Drogenhandel. Auch die Anzahl von Drogenabhängigen ist in Tengchong überdurchschnittlich hoch.
Pass- und Personenkontrollen durch die chinesische Grenzpolizei finden daher an allen wichtigen Durchgangsstraßen statt, teilweise auch weit von der Grenze entfernt.

## Bernsteinschmuggel
In den letzten Jahren hat sich Tengchong zu einem Zentrum für importierten birmanischen Bernstein entwickelt, der größtenteils aus Myanmar über die Grenze geschmuggelt wird. Es wird geschätzt, dass 2015 rund 100 Tonnen mit einem geschätzten Wert zwischen fünf und sieben Milliarden Yuan nach Tengchong gelangten. Der burmesische Bernstein macht schätzungsweise 30 % des Edelsteinmarktes von Tenchong aus (der Rest ist Jade) und wurde von der örtlichen Regierung zu einem der acht wichtigsten Wirtschaftszweige der Stadt erklärt. Die wertvollste Bernsteinfarbe ist tiefrot und wird als 血珀 ‚Blutbernstein‘ bezeichnet. Der Jade- und Bernsteinbasar in Tengchong findet jeden fünften Tag statt und zieht viele Händler, birmanische Händler, Touristen und Einheimische an.